# Dasylophia pythia
Dasylophia pythia är en fjärilsart som beskrevs av Druce 1894. Dasylophia pythia ingår i släktet Dasylophia och familjen tandspinnare. Inga underarter finns listade i Catalogue of Life.